# Belleville, Paris

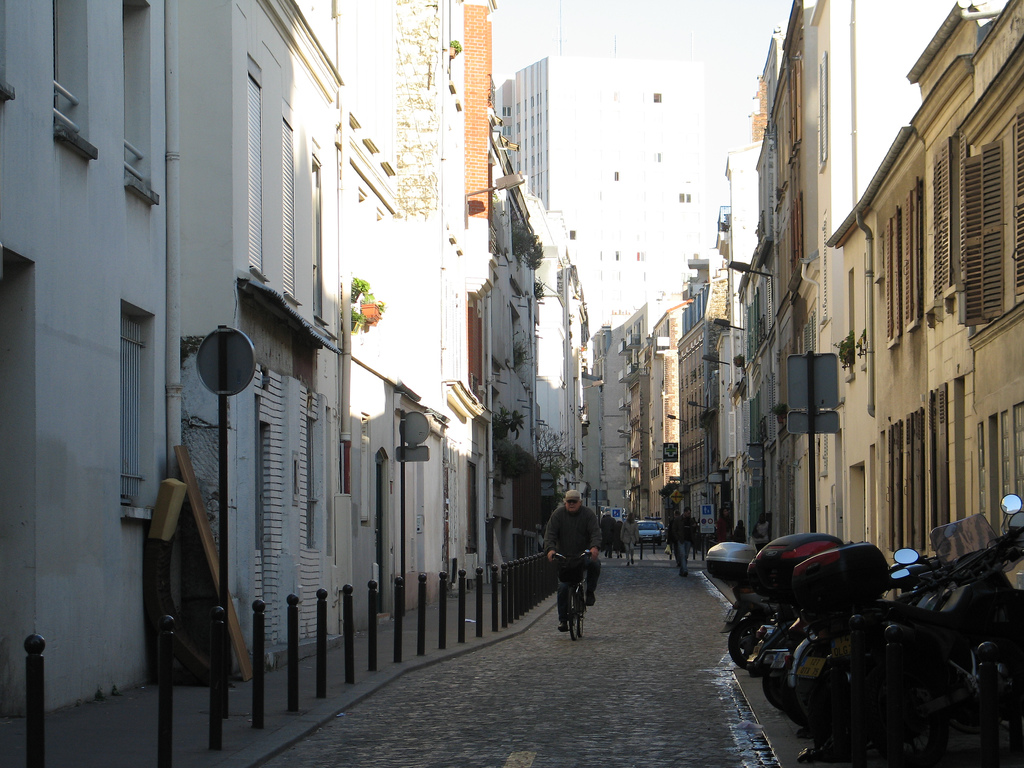
Một con phố của Belleville

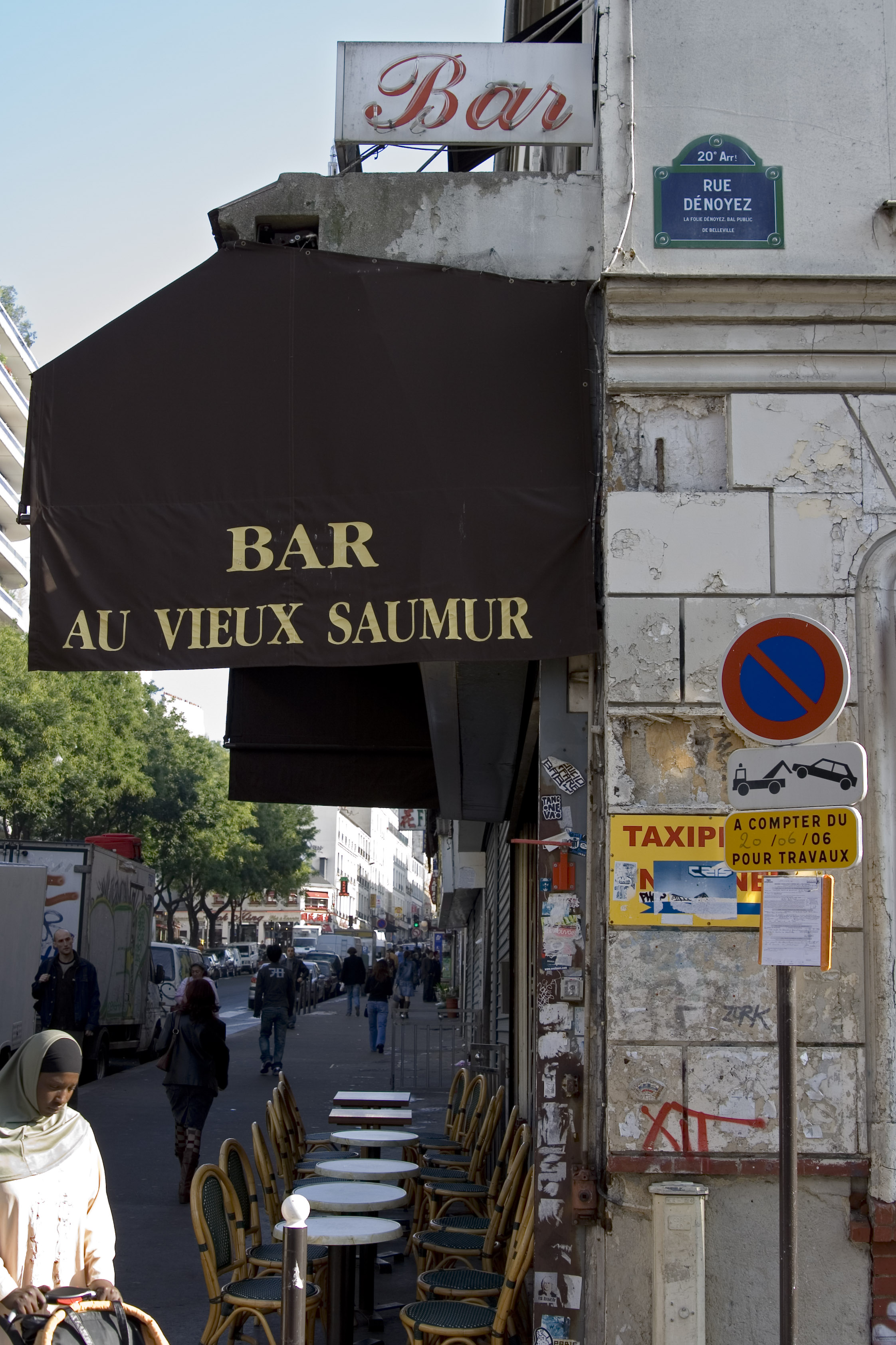
Quán Bar au Vieux Saumur

Belleville là một khu phố nằm ở Quận 19 và 20 của thành phố Paris. Trước đây Belleville vốn là một xã thuộc tỉnh Seine rồi được sáp nhập vào Paris năm 1860. Ngày nay, Belleville là một khu vực đa văn hóa, tập trung nhiều dân nhập cư, cả người châu Á, châu Phi và các nước Maghreb. Belleville cũng là khu phố châu Á thứ hai của Paris, sau Chợ Tàu ở Quận 13.
| Métro Paris | Bến tàu điện ngầm: Pyrénées, Couronnes, Ménilmontant hoặc Belleville |

## Lịch sử
Belleville vốn là một ngôi làng xuất hiện vào thời Trung Cổ trên sườn đồi trồng nho của các tu viện Paris. Cái tên Belleville xuất hiện vào thế kỷ 18, biến thể của chữ « Belle Vue », tức là "cảnh đẹp". Belleville tập trung các quán rượu nhỏ, nơi những người dân Paris tới giải trí vào ngày chủ nhật. Từ năm 1840, Belleville bao gồm các công sự của bức tường thành Thiers, nhanh chóng được đô thị hóa và đón nhận nhiều công nhân tới đây cư trú. Năm 1860, khi Paris được mở rộng, Belleville bị cắt làm đôi, con phố Belleville đánh dấu ranh giới hai Quận 19 và 20. Vào thời kỳ Công xã Paris năm 1871, người dân của Belleville tham gia và đây là nơi cuối cùng bị hạ. Dân số của khu phố từ 50 ngàn tụt xuống còn 30 ngàn.
Thế kỷ 20, khu phố Belleville đón tiếp nhiều người nhập cư. Thập niên 1920, những người Armenia, Ba Lan gốc Do Thái và Hy Lạp tới đây sống bằng nghề sản xuất quần áo may sẵn và giày. Từ những năm 1960, khi một số dân cư chuyển tới những căn hộ mới ở Sarcelles và Créteil thì Belleville lại đón nhận một làn sóng nhập cư mới đến từ Bắc Phi, chủ yếu là Tunisia và Algérie. Họ sống tại các căn hộ cũ đáng lẽ đã bị phá dỡ để xây mới. Vì vậy trong thập niên 1960 việc cải tạo ở Belleville chỉ diễn ra lẻ tẻ. Đến thập niên 1980 là những ngươi châu Phi và châu Á. Nhiều người không ở đây mà chỉ mua lại các cửa hành với mục đích kinh doanh. Thời kỳ này có hai tầng lớp cư dân mới cũng đến khu phố này: những người dân trung bình được phân nhà ở xã hội và các nghệ sĩ trẻ cũng tới đây với mục đích tìm sự pha trộn về văn hóa.

## Belleville

Belleville, 2021

Belleville ngày nay là khu phố tập trung nhiều người châu Á thứ hai thành phố, sau Chợ Tàu ở Quận 13. Tại ngã tư giao lộ của các con phố Belleville, Faubourg du Temple, đại lộ Villette và đại lộ Belleville, có sự hiện diện của rất nhiều nhà hàng châu Á, các hàng thực phẩm hay đồ gia dụng xuất xứ từ Trung Quốc. Bên cạnh đó là những người châu Phi, Ả Rập, vốn sống tập trung ở hai Quận 19 và 20. Belleville cũng là nơi đời sống nghệ sĩ sôi động. Các xưởng nghệ thuật nằm rải rác ở đây và vào một cuối tuần của tháng 5 hàng năm mở cửa cho mọi người vào tìm hiểu.
Trên lối đi phân cách ở giữa đại lộ Belleville còn có một chợ lớn họp vào thứ ba và thứ sáu hàng tuần. Khu phố còn một công viên cũng mang tên Belleville rộng 4,5 hecta.